# Ernest Leopold Kaden
Ernest Leopold Kaden (ur. w 1792 r. w Augustusburgu, zm. 30 stycznia 1846 r.) – saski i polski inżynier górnictwa i hutnictwa, uczestnik powstania listopadowego.

## Życiorys
Pochodził z rodziny szlacheckiej, wywodzącej się z czeskiego Kadania, której przedstawiciele w XVI w. bywali burgrabiami w Norymberdze, a od XVII w. osiedli w Saksonii, gdzie pełnili godności na dworze Wettinów. Był synem Christiana Gottholda Kadena, zarządcy dóbr królewskich w Augustusburgu, i Concordii z Bachów, córki kapelana na tamtejszym zamku.
Studia inżynierskie odbył w Akademii Górniczej we Freibergu pod Dreznem w latach 1808–1812. Uczestniczył w kampaniach 1813 i 1814 r. w szeregach armii saskiej i do 1817 r. pracował w górnictwie w Saksonii. Następnie w ślad za starszym bratem Karolem Kadenem przeniósł się do Królestwa Kongresowego, gdzie został zaangażowany jako urzędnik techniczny (zawiadowca górniczy) przez Główną Dyrekcję Górniczą w Kielcach. Był zawiadowcą hut w Białogonie i Niewachlowie (1819–1822, 1824–1828).
Po wybuchu powstania listopadowego wstąpił do Wojska Polskiego, w którym służył jako oficer 1 Pułku Krakusów w randze podporucznika. Wziął udział w wojnie z Rosją w 1831 r., dowodząc plutonem w 17 bitwach i obronie Warszawy. Za bitwę pod Kockiem został odznaczony Złotym Krzyżem Virtuti Militari. Pod komendą gen. Rybińskiego 5 października 1831 r. przeszedł do Prus.
Na pewien czas wrócił do rodzinnej Saksonii. Jednak już w 1833 r. osiadł w austriackiej Galicji, kupiwszy majątek Krzykówka nieopodal Wisły, na obrzeżach Puszczy Niepołomickiej, a następnie sąsiednią Groblę. Początkowo chciał założyć kopalnię i hutę żelaza, lecz planów tych nie zdołał zrealizować.
W 1835 r. ożenił się z Karoliną Schlam, córką nadleśniczego, z którą miał syna Gustawa Adolfa, ziemianina i adwokata. Świadectwem postępującej polonizacji Ernesta Kadena było przejście z luteranizmu na katolicyzm. Został pochowany na cmentarzu parafialnym w Zabierzowie Bocheńskim.